# Métro léger de Newark
Le métro léger de Newark est le réseau de tramways de la ville de Newark (New Jersey), aux États-Unis. Il est composé de deux lignes ayant leur terminus à Pennsylvania Station :
- la ligne du Newark City Subway, ouverte en 1935,
- l'extension de Broad Street, ouverte en 2006.